# Der Millionär
Der Millionär (Alternativtitel Geld ins Haus) ist ein deutscher Spielfilm aus den Jahren 1944/45 mit Hans Moser in der Hauptrolle.

## Handlung
Leopold Habernal ist ein kleiner Briefträger mit dem Herzen am rechten Fleck. Aus heiterem Himmel kommt er zu Geld: eine ehemalige Geliebte hat ihm ihr Vermögen hinterlassen. Habernal will alles geheim halten, bei einer Feier zu seinem fünfundzwanzigjährigen Berufsjubiläum kommt aber alles an den Tag. Aus dem biederen Briefträger wird über Nacht ein begehrter Mann: zunächst macht ihm seine Hauswirtin Avancen, dann umwirbt ihn Anni Schober unverhohlen, worauf der Friseur Führinger, der unsterblich in Anni verliebt ist, auf seinen alten Freund Habernal böse wird. Marianne Krüger, die Nichte der verstorbenen Geliebten, soll von ihrem Vater mit dem widerlichen Fuhrwerksbesitzer Draxler verheiratet werden, bei dem er schwer verschuldet ist, obwohl sie den mittellosen Komponisten Franz Lichtenegger liebt. Der wiederum befindet sich mit seinem vermögenden Onkel, dem Kanzleirat Lichtenegger im Streit, weil dieser Franz’ Kompositionen beleidigend für die Familienehre der Lichteneggers findet. Allenthalben schlägt dem Briefträger Neid und Missgunst entgegen.
Habernal hilft ihnen allen mit seinem Geld: Der Friseur Führinger kann das Geschäft von seiner Chefin übernehmen und Anni heiraten; Krüger kann seine Schulden bei Draxler zurückzahlen, worauf Marianne ihren Franz bekommt; diesem wiederum streckt Habernal das Reisegeld nach Wien vor, wo er seine Symphonie vorspielen darf. Letztendlich bekommt auch die Hauswirtin ihren Anteil, nämlich Habernal selbst.

## Hintergrund
Obwohl die Dreharbeiten des Films von November 1944 bis Januar 1945 stattfanden, kam er erst am 17. Januar 1947 zur Uraufführung.

## Kritiken
„Ganz auf Hans Moser zugeschnittene, liebenswürdig-harmlose Unterhaltung.“